# روبرتو إيشيفيريا
روبرتو إيشيفيريا (بالإسبانية: Roberto Echeverría) هو عداء مراثوني تشيلي، ولد في 23 فبراير 1976 في كونكو في تشيلي.

## وصلات خارجية
- روبرتو إيشيفيريا على موقع الاتحاد الدولي لألعاب القوى (الإنجليزية)
- روبرتو إيشيفيريا على موقع أوليمبيديا (الإنجليزية)